# 앱신트
앱신트(1992년 4월 18일 ~ )는 대한민국의 래퍼다. 2016년 싱글 앨범 [잠수]로 데뷔했다.
미국 뉴저지 출생이며 한국, 홍콩, 미국을 돌아다니며 생활했다. 은평구 예일초등학교를 나왔고 홍콩의 American International School (AIS)에서 중학시절을 보냈다. 그 후로 한국에 다시 들어와 용산국제학교 (Y.I.S.S)를 졸업후 미국 미시간주립대를 입학해 중퇴했다. 

## 방송
- 쇼미더머니 6 (2017)
- SBS 트라이앵글 (2017)
- 사인히어 (2019) - Top44

## 음반
- 잠수 (2016)
- 말투 (2017)
- Waterfall (2019)
- Stop Sleeping (2019)
- 내가 취하면 (2021)
- HWA (2023)
- Lights (2025)

## 공연
- 매직비치 제주 2017 (2017)
- DJ Soulscape Curated 05 XXXL (2017)
- Compton to Seoul (2017)
- Tenxion Tour (2018)
- Hwa the Live (2024)